# Plouyé
Plouyé é uma comuna francesa na região administrativa da Bretanha, no departamento Finisterra. Estende-se por uma área de 38,21 km². Em 2010 a comuna tinha 680 habitantes (densidade: 17,8 hab./km²).